# منطقه فانگشان
منطقه فانگشان (به چینی: 房山区، به پین‌یین: Fángshān Qū) یک منطقهٔ شهرداری تابع شهر پکن، پایتخت  جمهوری خلق چین است.

## خصوصیات
منطقه فانگشان ۲٬۰۱۹ کیلومترمربع مساحت و ۸۱۴٬۳۶۷ نفر جمعیت دارد.